# Pekša
La Pekša (in russo Пекша?) è un fiume della Russia europea, affluente di sinistra della Kljaz'ma. Scorre nei rajon Jur'ev-Pol'skij, Kol'čuginskij e Petušinskij dell'Oblast' di Vladimir.

## Descrizione
Il fiume si forma a una distanza di 4,4 km a sud-est del villaggio di Berezniki e scorre in direzione sud-est. Sfocia nel Kljaz'ma a 396 km dalla foce, non lontano da Kosterëvo. La sua larghezza va da 10 a 32 metri e la profondità da 1 a 6 metri. Il fiume è molto tortuoso, la corrente veloce, il fondo è a tratti limoso, ma prevalentemente sabbioso. Le rive sono ripide, ricoperte da boschi misti. Lungo il fiume si trovano sanatori e case di riposo. La Pekša attraversa la città di Kol'čugino. Nel 1977 fu costruita una diga e fu creato il bacino idrico di Kol'čuginskoe. Il fiume ha una lunghezza di 127 km. L'area del suo bacino è di 1 010 km².
Il fiume è gelato da novembre fino ad aprile.

## Fauna
Nel fiume si trovano: luccio, rutilo, cavedano, pesce persico, leucisco, Carassius, abramide. In alcuni luoghi, la gente del posto cattura i gamberi.
Gli affluenti della Pekša abbondano di dighe di castori.